# انچ
انچ (به مجاری: Encs) یک منطقهٔ مسکونی در مجارستان است که در ناحیه انچ واقع شده‌است. انچ ۳۱٫۱۳ کیلومتر مربع مساحت و ۷٬۰۵۲ نفر جمعیت دارد.

## خواهرخوانده
شهرهای باد دورنبرگ، ملداوا ناد بدوو، Kępno و Ghelința خواهرخوانده‌های انچ هستند.